# Florian Schögl
Florian Schögl (* 5. September 1992 in Graz) ist ein österreichischer Fußballtorwart.

## Karriere
Schögl begann seine Karriere beim SK Sturm Graz. Bei den Grazern durchlief er ab der Saison 2006/07 auch sämtliche Altersstufen in der Akademie. Zur Saison 2010/11 rückte er in den Kader der Amateure Sturms, bei denen er bereits in der Saison 2009/10 zu seinem Debüt im Steirer-Cup gekommen war. Im August 2010 debütierte er dann in der Regionalliga. In seiner ersten Regionalligaspielzeit absolvierte er zwölf Spiele. In der Saison 2011/12 kam er zu 19 Einsätzen.
Zur Saison 2012/13 wechselte Schögl innerhalb der Regionalliga Mitte zum SC Kalsdorf. Für Kalsdorf absolvierte er neun Partien in der Saison 2012/13, in der Saison 2013/14 stand er 17 Mal im Tor der Steirer. Zur Saison 2014/15 wechselte er eine Liga tiefer zum viertklassigen SV Anger. In Anger war er gesetzt und kam zu 29 Einsätzen in der Landesliga. Zur Saison 2015/16 wechselte er zurück in die Regionalliga, diesmal ging er zum SV Allerheiligen. Für die „Gallier“ stand er elfmal im Tor.
Nach nur einem halben Jahr in Allerheiligen kehrte Schögl im Jänner 2016 wieder nach Anger zurück. Für Anger kam er zu weiteren 14 Landesligaeinsätzen, mit dem Klub stieg er aber aus der vierthöchsten Spielklasse ab. Dieser blieb der Tormann aber erhalten, er wechselte zur Saison 2016/17 zum TuS Heiligenkreuz/Waasen. Für Heiligenkreuz kam er zu 29 Landesligaeinsätzen.
Zur Saison 2017/18 wechselte Schögl ein zweites Mal nach Allerheiligen. Für Allerheiligen kam er zwischen 2017 und 2021 in allen 88 Regionalligapartien zum Einsatz. Zur Saison 2021/22 schloss er sich dem Landesligisten ASK Voitsberg an. In der Saison 2021/22 kam er in Voitsberg in allen 30 Landesligapartien zum Zug. In der Saison 2022/23 absolvierte er 29 Spiele, mit Voitsberg stieg er in die Regionalliga auf. In der Regionalliga Mitte kam er dann in der Saison 2023/24 zu 28 Einsätzen, mit Voitsberg schaffte er den Durchmarsch in die 2. Liga. Sein Zweitligadebüt gab er im September 2024, als er am fünften Spieltag der Saison 2024/25 gegen die Kapfenberger SV in der Startelf stand. Nach dem Aufstieg absolvierte er bis zur Winterpause elf Zweitligaspiele, ehe er den Verein im Dezember 2024 berufsbedingt – Schögl arbeitete neben seiner Zeit als Fußballprofi in der Automobilbranche – verließ. Im Anschluss daran wechselte er im Jänner 2025 zurück zum mittlerweile nur noch viertklassigen SC Kalsdorf. Mit Kalsdorf stieg er zu Saisonende in die Regionalliga auf.